# Puffin des Baléares
Puffinus mauretanicus
Espèce
Statut de conservation UICN

 CR A4bcde : 
En danger critique
Le Puffin des Baléares (Puffinus mauretanicus) est une espèce d'oiseau de mer de la famille des Procellariidae.

## Répartition
Il ne niche que sur les îles Baléares mais remonte jusqu'aux îles britanniques à la fin de l'été.
« C'est l'un des oiseaux les plus menacés d'Europe, classé par l'Union mondiale pour la conservation de la nature comme en danger critique, le dernier seuil avant l'extinction », selon Amélie Boué, biologiste et agronome en charge des oiseaux marins au sein de la Ligue pour la protection des oiseaux (LPO).

## Taxonomie
Longtemps considéré comme une sous-espèce du Puffin yelkouan, il est considéré comme une espèce à part entière depuis 2004 mais certains auteurs considèrent encore Puffinus mauretanicus comme une sous-espèce du Puffin yelkouan,.